# Àcid crepenínic
L'àcid crepenínic, el qual nom sistemàtic és àcid (Z)-octadec-9-en-12-inoic, és un àcid carboxílic de cadena lineal amb devuit àtoms de carboni, un doble enllaç, cis entre els carbonis 9-10 i un triple enllaç entre els carbonis 11-12, la qual fórmula molecular és {\displaystyle {\ce {C18H30O2}}}. En bioquímica és considerat un àcid gras.

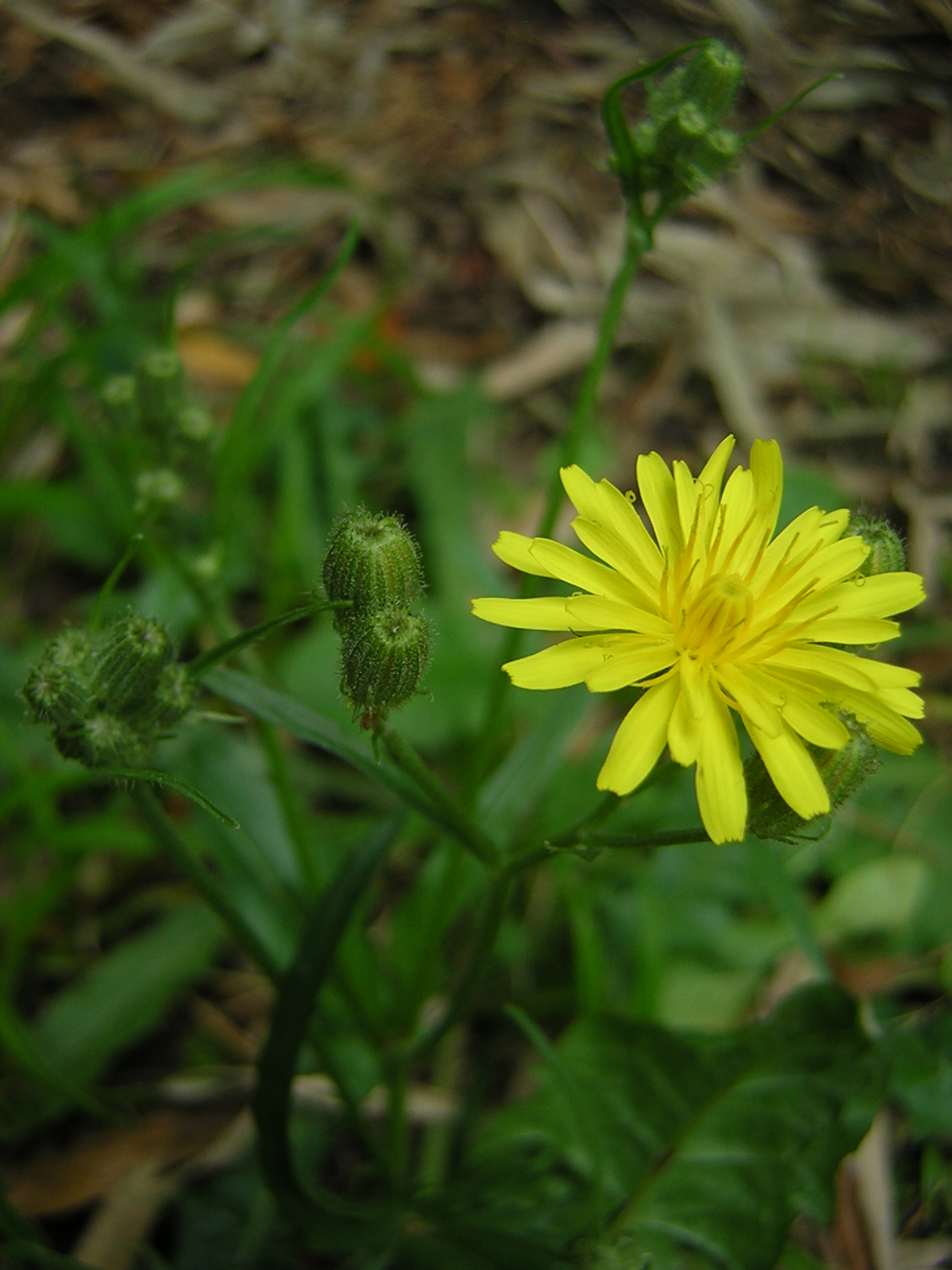
Flor de Crepis foetida

Fou aïllat per primera vegada el 1964 per K.L. Mikolajczak i col·laboradors de l'oli de les llavors de la planta herbàcia Crepis foetida, que en conté un 36-60 %. Posteriorment, s'ha aïllat en altres plantes: Picris comosa (49-75 %); Crepis alpina (74 %); Crepis thomsonii (65 %); Crepis rubra (55-65 %); Crepis aspera (59 %); Crepis bungei (46,5 %); i altres en menors proporcions.
Té efectes tòxics com s'ha observat en les ovelles australianes que mengen aquestes herbes.